# Петер Весел Торденшелд
Петер Янсен Весел Торденшелд (Peter Jansen Wessel Tordenskiold) (28 октомври 1690 – 12 ноември 1720) е датско-норвежки адмирал от Великата северна война. Заради своята смелост и победи по море още съвсем млад той е превърнат в аристократ и става един от националните герои на Датско-норвежкото кралство.

## Произход
Роден е в Трондхайм, Норвегия. По това време страната му е част от датската корона и неговата лоялност е към крал Фредерик IV. По рождение той е само Петер Янсен Весел, а Торденшелд е прозвище, което получава окончателно с благородническата титла. То означава буквално „гръмотевичен щит“.
Петер Янсен произхожда от семейството на заможен корабопритежател и е 14-о от 18 деца. Като млад е буен и невъздържан и често се впуска в ръкопашни схватки. Мечтата му е да стане офицер от кралския флот, но при първия си опит не е допуснат дори до мястото на юнга. Ето защо три години плава с търговски кораби и посещава Гвинея и Карибите. През 1710 г. най-после става матрос и оттук нататък неговите големи познания по морско дело, безкрайният му кураж и безспорни заложби му осигуряват бързо израстване в йерархията.

## Първи успехи по море
През пролетта на 1711 г. Петер Весел отплава с фрегатата Постилон, веднага е оценен от капитана и става негов лейтенант. Адмиралтейството е впечатлено от докладите на капитана и на следващата година му дава собствен боен кораб с 20 оръдия.
По това време Великата северна война е в разгара си. Силата на Швеция вече е пречупена при Полтава, а Дания е претърпяла унизително поражение при опита си да нахлуе в земите ѝ. На младия капитан е съдено да спаси честта на датските въоръжени сили. Той често се сблъсква с шведски кораби без да се страхува от тяхното превъзходство в огнева мощ и обикновено им нанася щети без да бъде потопен. Шведите обявяват награда за главата му, което бързо го прави много популярен сред сънародниците му.
През юли 1714 г. Торденшелд прави нещо, което му спечелва име на неповторим джентълмен. Прихваща една шведска фрегата и започва артилерийски двубой, който продължава 14 часа. Когато привършва мунициите, изпраща съобщение до нейния капитан, с което му благодари за прекрасното преживяване и му предлага да приближат корабите и да се поздравят. Случката става много известна и е запечатана от картина на Кристиан Мьолстед.

## Благородническа титла и смърт
През 1715 г. започват най-силните години на Гръмотевичния щит. В протока Категат той пленява шведския кораб Белия орел и го превръща в свой любим флагман. По-късно край остров Рюген въпреки по-малкото си оръдия разбива малка ескадра на противника. Когато се връща в родината си, Фредерик ІV му дава благородническа титла (24 февруари 1716).
На 8 юли същата година във фиорда Динекилен (на границата между Швеция и Норвегия) Торденшелд печели най-голямата си победа. Със седем бойни кораба, той изненадва 27 шведски съда (14 транспортни и 13 бойни), които обсаждат местна крепост. В ожесточения бой с дързост и бързина норвежкият капитан обърква противниците си и пленява 25 от корабите им. Най-големият - Стенбок - е отведен като трофей в Копенхаген.
Всъщност, парадоксално, най-голямата заслуга на Торденшелд пред Фредерик ІV е новината, която му носи през декември 1718 г. за смъртта на Карл XII - шведският крал, който унижава Дания през 1700 г. Възторженият датски владетел го издига до най-високия чин адмирал. През 1719 г. следват нови успехи и Торденшелд превзема крепостта Карлстен.
След мира с Швеция през юли 1720 г. адмиралът отива в Германия, където неспокойният му дух го въвлича в комарджийски скандал. Защитавайски свой приятел, той приема дуел и пада нелепо убит на 30 години. Дания изгубва един от най-смелите си офицери.

## Почит
Въпреки че няма време да спечели истински важни победи, заради своята смелост и младост Петер Торденшелд е любим герой на датчаните. Негови статуи са издигнати в Копенхаген, Осло, Трондхайм. В САЩ има град наречен на неговото име, основан от датчани през 1871 г. Няколко датски брегови катери и една бойна фрегата (1980 - 2009) също носят неговото име. В град Фредериксхавн, където адмиралът живее две години, от 1998 г. насам се провежда ежегоден фестивал в негова чест. През 2008 г. той е бил посетен от 30 000 души.
В Дания са създадени поне три филма, разказващи моменти от неговия живот.